# Mizan (Wochenzeitschrift)
Die Wochenzeitschrift Mizan (osmanisch ميزان mīzān) war ein politisches Blatt im Osmanischen Reich, welches in Istanbul, Kairo, Paris und Genf sowie zwischen 1886 und 1909 wieder in Istanbul herausgegeben wurde.

## Geschichte
Die von Mizandschi Mehmet Murat gegründete und in seinem Besitz befindliche Zeitung spiegelte dessen journalistische Entwicklung wider, indem sie ausschließlich seine persönlichen Meinungen und Ansichten enthielt; in der Selbstdarstellung als „eine türkische Zeitung“ bezeichnet, legte sie aber gleichzeitig großen Wert auf ihren osmanischen und islamischen Charakter.
Als Folge der Pressezensur im osmanischen Reich stellte der Besitzer nach seiner Flucht nach Europa Überlegungen an, seine Zeitung fortan in Kairo anstatt in Istanbul, also außerhalb des Einflussbereichs der osmanischen Zensur, herauszugeben; er tat dies schließlich und verstärkte nunmehr den polemischen und kämpferischen Charakter seiner Publikation.
Später wurde die Zeitung, ihrem Besitzer folgend, in Paris offizielles Organ des „Komitees für Einheit und Fortschritt“ (İttiḥâd ve Teraḳḳî Cemʿiyeti), um bereits wenige Monate später nach Genf umgesiedelt zu werden. Bald nach der erneuten Umsiedlung nach Istanbul stellte die Zeitung kurz nach dem Vorfall vom 31. März 1909 ihre Tätigkeit ganz ein.